# Шмель пиренейский
Шмель пиренейский (лат. Bombus pyrenaeus) — вид шмелей.

## Описание
Длина имаго 18—20 мм, размах крыльев — 26—30 мм. Переднеспинка и щиток покрытые желто-серыми волосками. Их разделяет сплошная перевязь из черных волосков. Между 1-м и 2-м тергитов также расположена перевязь с жёлто-серых волосков. 3-й, 4-й, 5-й и 6-й тергиты брюшка покрыты в оранжевых волосках.

## Ареал и подвиды
Вид с дизьюктивным ареалом, изолированные локальные ареалы которого охватывают высокогорья горных систем Центральной и Южной Европы. На Украине обитает только в высокогорьях Украинских Карпат на высотах около 700 м. над уровнем моря и выше, преимущественно в горных массивах Горганы и Черногора.
Выделяют четыре подвида:
- B. p. afasciatus - Татры
- B. p. balcanicus - Карпаты, Балканские горы
- B. p. pyrenaeus - Пиренеи
- B. p. tenuifasciatus - Альпы

## Биология
Распространён в буково-пихтовых и еловых лесах, а также на полянах, лесных вырубках, долинах на высоты около 700 м и выше. Питается пыльцой и нектаром, является опылителем большого количества горных цветочных растений, однако предпочитает Crocus vernus, Vaccinium corymbosum, Epilobium angustifolium и представителей трибы Cynareae и рода Rhododendron.